# Aldir Passarinho
Aldir Guimarães Passarinho (Floriano, 21 de abril de 1921 — Brasília, 29 de abril de 2014) foi um advogado e magistrado brasileiro. Foi ministro do Tribunal Federal de Recursos e do Supremo Tribunal Federal.
Era pai de Aldir Passarinho Junior, que foi ministro do Superior Tribunal de Justiça.

## Biografia
Filho de Almir Nóbrega Passarinho e Dulce Soares Guimarães, formou-se na Faculdade de Direito do Rio de Janeiro, atual Universidade do Estado do Rio de Janeiro. Em 1951, passou a atuar como advogado no Rio de Janeiro.
Foi inspetor federal de seguros, tendo assumido a chefia da Seção de Estados do Departamento Nacional de Seguros do então Ministério do Trabalho, Indústria e Comércio; superintendente interino da Fundação da Casa Popular, em período do governo Café Filho; procurador adjunto do Serviço Social do Comércio do então Distrito Federal; procurador do Serviço Social do Comércio do extinto Estado da Guanabara e procurador-chefe da assessoria técnica do SESC-RJ.  Em 12 de setembro de 1964, tornou-se subchefe do Gabinete Civil da Presidência da República, em Brasília, que passou a ser a Subchefia para Assuntos de Administração Geral.
Ingressou na magistratura como juiz federal, nomeado em 14 de março de 1967. Compôs o Tribunal Regional Eleitoral do Estado da Guanabara no biênio 1973/1974. Foi nomeado em 12 de agosto de 1974 para o cargo de ministro do Tribunal Federal de Recursos, do qual foi vice-presidente a partir de 23 de junho de 1981. Integrou o Tribunal Superior Eleitoral, na condição de ministro do TFR, de de 23 de novembro de 1979 a 23 de junho de 1981, tendo participado da elaboração da regulamentação da Lei Orgânica dos Partidos Políticos e dos julgamentos dos registros desses partidos. Foi, também, Corregedor-Geral da Justiça Eleitoral.
Nomeado ministro do Supremo Tribunal Federal, tomou posse em 2 de setembro de 1982. Integrou novamente o TSE, desta vez em vaga destinada a ministro do STF, entre 1984 e 1989. Presidiu o STF desde 14 de março de 1991 até atingir a idade de aposentadoria compulsória, em 22 de abril do mesmo ano.
Em 7 de dezembro de 2009, foi agraciado com a Grã-Cruz da Ordem do Ipiranga pelo Governo do Estado de São Paulo, na pessoa do então governador José Serra.